# Вогрско
Вогрско (словен. Vogrsko) — поселення в общині Ренче-Вогрско, Регіон Горишка, Словенія. Висота над рівнем моря: 62,7 м. Розташоване в долині річки Віпава.